# Johan Van Lierde
Johan Van Lierde (25 mei 1947) is een Vlaamse acteur. Hij was een van de hoofdrolspelers in de televisieseries Het zwaard van Ardoewaan, Alfa Papa Tango en Caravans. Ook in Xenon en De bossen van Vlaanderen had hij een rol.
Johan Van Lierde speelde ook gastrollen in Postbus X, Samson en Gert, Langs de kade, Heterdaad, Windkracht 10, Flikken en Recht op Recht.
In het theater speelde hij met teatergezelschap De Tijd onder andere mee in Bérénice en Zomergasten.